# Estúdio Coca-Cola
MTV Estúdio Coca-Cola foi um programa exibido todo último domingo do mês pela MTV Brasil e que promovia encontros musicais inusitados.  Artistas de universos sonoros diferentes encontravam-se no palco pela primeira vez e gravavam uma apresentação especial. Além do show dos músicos, o MT V Estúdio Coca-Cola mostrava toda a concepção do espetáculo e a criação de algo ainda mais forte do que o talento individual de cada artista. Como forma de propor ao público jovem uma visão otimista sobre o mundo, na qual a música celebra a união das diferenças, a Coca-Cola firmou essa parceria com a MTV Brasil.
A iniciativa faz parte da plataforma de comunicação integrada Viva o Lado Coca-Cola da Música, lançada em 2006 pela marca de refrigerantes e com foco no público jovem. A ideia era proporcionar a fusão de ritmos, a partir de estilos musicais distintos, estimulando a convivência entre as pessoas, a união e o respeito pelas diferenças.
Cada programa era composto por quatro blocos. A atração exibia o universo de cada músico, a expectativa dos artistas com o encontro, a interação entre eles na escolha do repertório, os bastidores dos ensaios e do dia da apresentação, além de depoimentos revelando as impressões de cada um sobre a experiência. Os artistas cantavam juntos composições próprias e também apresentavam versões inéditas para obras de outros compositores.
O programa de estreia, exibido em 25 de março de 2007, foi com Lenine e Marcelo D2. Em abril, foi a vez da musa do rock Pitty com a musa do hip hop Negra Li. Em maio, o encontro foi com a banda de hardcore CPM 22 e a de axé Babado Novo, o encontro mais inusitado dentre os que ocorreram. Em junho, o encontro foi entre a banda NX Zero e o cantor de reggae Armandinho. Em julho, o encontro foi entre Nando Reis e a banda gaúcha Cachorro Grande. O último encontro do ano, exibido em agosto, foi com a banda de pop rock Skank e a banda de manguebeat Nação Zumbi.
Também em 2007, foi lançada a coletânea MTV Estúdio Coca-Cola, nos formatos de CD e DVD, contendo os encontros de Babado Novo com CPM 22, Nando Reis com Cachorro Grande e Armandinho com NX Zero.
Em maio de 2008, o projeto ganhou um novo elemento. Começou a se chamar Estúdio Coca-Cola Zero. O primeiro encontro do ano, foi com a banda de rock Charlie Brown Jr. com a suavidade de Vanessa da Mata, o que resultou num grande show e numa grande mistura. Em junho, o encontro foi com o funk de DJ Marlboro e a banda de reggae Natiruts. Em julho, foi a vez da parceria mais controvertida e polêmica de todas, a dupla sertaneja Chitãozinho & Xororó e a banda de rock Fresno. Para fechar o MTV Estúdio Coca-Cola Zero, outro encontro bastante inusitado, foi a união entre calipso, forró e brega da Banda Calypso e o pop rock d'Os Paralamas do Sucesso.

## Programas

### Estúdio Coca-Cola(2007)
1. Estúdio Coca-Cola: Lenine e Marcelo D2
2. Estúdio Coca-Cola: Pitty e Negra Li[1]
3. Estúdio Coca-Cola: Babado Novo e CPM 22
4. Estúdio Coca-Cola: Armandinho e NX Zero
5. Estúdio Coca-Cola: Nando Reis e Cachorro Grande
6. Estúdio Coca-Cola: Skank e Nação Zumbi

### Estúdio Coca-Cola Zero(2008)
1. Estúdio Coca-Cola Zero: Charlie Brown Jr. e Vanessa da Mata[2]
2. Estúdio Coca-Cola Zero: DJ Marlboro e Natiruts
3. Estúdio Coca-Cola Zero: Chitãozinho & Xororó e Fresno[3]
4. Estúdio Coca-Cola Zero: Banda Calypso e Os Paralamas do Sucesso